# Soltész István (fotográfus)
Soltész István (Mezőkövesd, 1967. –) fotográfus, kamerakészítő mester.

## Életpályája
1986 óta él Nyíregyházán. Tizenhat évesen, közvetlenül édesapja korai halálát követően kezdett el fényképezni. A fotografálás mellett saját fejlesztésű nagyformátumú fakamerákat készít. Az utóbbi időkben szinte csak saját készítésű eszközökkel  dolgozik.
1987 óta tagja a Nyíregyházi Fotóklubnak, 1994-ben nyert felvételt a Fiatalok Fotóművészeti Stúdiójába, 1995-ben pedig a Magyar Fotóművészek Szövetségébe. 1997-ben Pécsi József fotóművészeti ösztöndíjat kapott.